# 雛蜂
雛蜂（ひなばち、簡体字中国語: 雏蜂、拼音: Chúfēng チューフォン）とは、中華人民共和国の漫画家孫恒（ペンネーム：白猫Sunny）によって描かれた美少女ミリタリーアクションの漫画である。
2009年9月15日から中国の漫画プラットフォーム「有妖気オリジナル漫画夢工場（有妖気）」において連載されている。2010年4月から当プラットフォーム系列の漫画雑誌「HI!漫画」創刊号で掲載された。
漫画を原作にしたアニメも制作されており、2015年7月23日から中国のインターネット上で放送された。2015年8月15日から日本でも放送を始め、中国から日本へ輸出された最初のオリジナル漫画を原作に持つアニメーションとなった。
現在、日本のオリジナル無料漫画サイトで連載中。

## 作品紹介
2017年、新たな軍拡競争が始まり、人体を改造することによって強大な力を得た新たな兵士「尖兵」が各国に広く採用された。
尖兵の少女・瑠璃は数年に及ぶ軍隊勤務で体に限界がおとずれ死が迫っていた。「兵器」として廃棄そうになっていた彼女に、突然ある任務が言い渡された。それはテロに巻き込まれたある人質「エデンの子」を救うことだった。彼女の命は残り380日……そして世界中を戦争に巻き込むという「エデンの子」とはいったい……

## 登場人物
孫浩軒（そんこうけん）
声優：叮噹（中国語版）、立花慎之介（日本語版）
誕生日：10月1日（天秤座）
この物語の主人公。平凡な高校生で趣味物語を通して様々な事件に巻き込まれる中で成長し、自身の謎に包まれた出自を知ることになる。
瑠璃
声優：山新（中国語版）、花澤香菜（日本語版）
誕生日：4月30日（おうし座）
第三世代の尖兵。属性はミツバチ。幼い頃から尖兵として教育されていたため、普通の人間として生活したことはない。様々な種類の武器の操作に長けている。主な武装は銃と重武装の飛行ユニット「BEE」。
とあるテロ事件の際に孫浩軒を保護する任務につくことになる。最初は孫に好感を持てなかったが、長く関わる中で思いは変化していく。
趣味は動物園巡り、かわいいもの集めとスイーツ。
白樺
声優：洛如菲（中国語版）、折笠富美子（日本語版）
誕生日：2月28日（魚座）
孫浩軒の高校の一つ上の先輩。学業優秀、清純派の美しい容姿で学校では一番の美女と噂され、まさに高嶺の花。
趣味はネットショッピング、チャット、ライブ配信。

## アニメ

### スタッフ
- 原作：白猫Sunny（孫恒）
- 出品：有妖気漫画夢工場
- プロデューサー：董志凌
- プロダクションマネージャー：張迪
- ディレクター：李豪凌
- 演出：黄一振
- キャラクター設定：金栄範
- アニメーション制作：HAOLINERS

### テーマ曲
オープニング「The Lost Eden」
作曲：戦場原妖精
作詞：沈病嬌
歌：呦猫（中国語版）、alan（日本語版）
エンディングテーマ「Pray」
作曲：CWF
作詞：徐海翔
歌：Lunar